# 앵거스 T. 존스
앵거스 T. 존스(Angus T. Jones, 1993년 10월 8일 ~ )는 미국의 배우이다.

## 출연 작품
- 두 남자와 1/2 시즌11 (2013)
- 두 남자와 1/2 시즌10 (2012)
- 두 남자와 1/2 시즌9 (2011)
- 두 남자와 1/2 시즌8 (2010)
- 두 남자와 1/2 시즌7 (2009)
- 두 남자와 1/2 시즌6 (2008)
- 두 남자와 1/2 시즌5 (2007)
- 두 남자와 1/2 시즌4 (2006)
- 세 남자의 동거 시즌3 (2005)
- 크리스마스 브레싱 (2005)
- 두 남자와 1/2 시즌2 (2004)
- 두 남자와 1/2 시즌1 (2003)
- 조지 오브 정글 2 (2003)
- 브링 다운 더 하우스 (2003)
- 루키 (2002)
- 디너 위드 프렌즈 (2001)
- 스팟 (2001)